# Pjotr Lanskoj

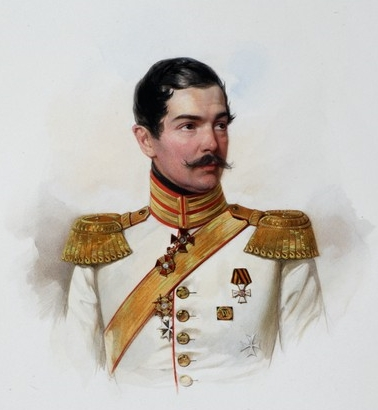
Pjotr Lanskoj

Pjotr Petrovitsj Lanskoj (Russisch: Пётр Петрович Ланской) (13 maart 1799 – 6 mei 1877), was een Russische generaal.
Hij was de zoon van Pjotr Sergejevitsj Lanskoj en Jelizaveta Romanovna Leparskaja.

## Carrière
Pjotr Lanskoj kreeg een opleiding thuis, en begon zijn militaire dienst in 1818 in het cavalerieregiment. Op 10 oktober 1843 werd hij bevorderd tot generaal-majoor, een half jaar later werd hij benoemd tot commandant van het cavalerieregiment. In 1853 werd hij bevorderd tot luitenant-generaal.
Hij vocht in de Krimoorlog. Op 26 augustus 1856 werd hij benoemd tot hoofd van de cavaleriedivisie. In 1865 was hij gouverneur-generaal van Sint-Petersburg. In 1866 werd hij bevorderd tot generaal.

## Huwelijk
Begin 1844 ontmoette hij Natalja Nikolajevna Gontsjarova, weduwe van de Russische dichter Aleksandr Poesjkin. Pjotr was op dat moment 45 jaar en nog steeds niet getrouwd. 
Het paar trouwt op 16 juli 1844 in Strelna, op het officiële zomerverblijf van de commandant van de cavalerie.
Ze krijgen nog drie kinderen (allen dochters): 
- Aleksandra Petrovna Lanskaja (1845 - 1919), trouwt met Ivan Andrejevitsj Arapov, krijgt drie kinderen,
- Sofia Petrovna Lanskaja (20 april 1846 - 1910), trouwt met Nikolaj Nikolajevitsj Tsjipov, krijgt vier kinderen,
- Jelisaveta Petrovna Lanskaja (17 maart 1848 - 1916), huwde eerst Nikolaj Andrejevitsj Arapov en nadien Sergej Bibikov Iljanovitsj.

Zijn vrouw Natalja sterft op 26 november 1863, hijzelf overlijdt op 6 mei 1877. Hij werd begraven op het kerkhof van het Alexander Nevski-klooster, in hetzelfde graf als zijn vrouw Natalja. 